# Orbiting Solar Observatory

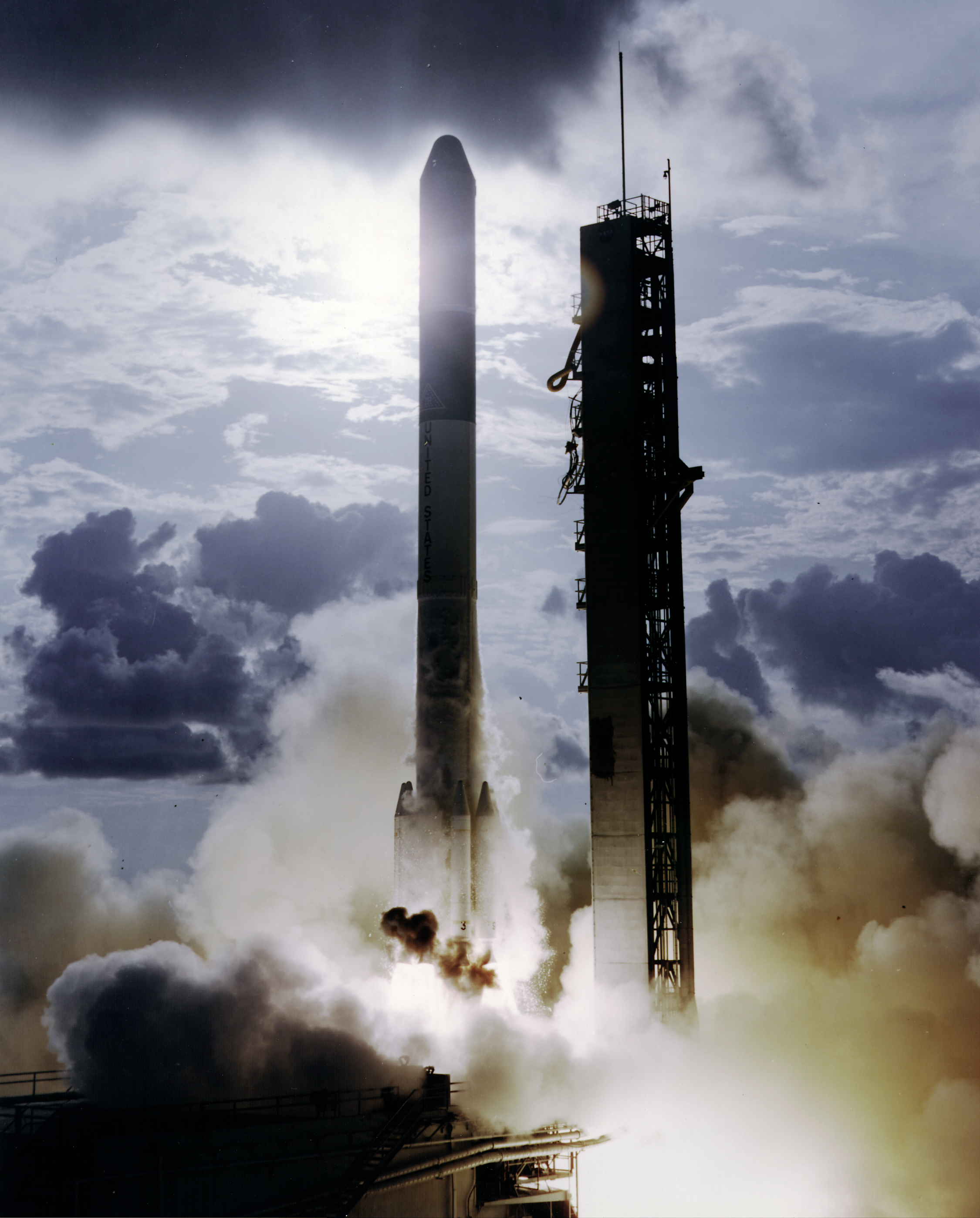
Il vettore che ha messo in orbita OSO-8.

Il programma Orbiting Solar Observatory (in italiano Osservatorio Solare Orbitante) abbreviato OSO, consisteva in una serie di nove satelliti artificiali che dovevano essere lanciati dalla NASA per lo studio del Sole. Otto satelliti del programma furono lanciati con successo tra il 1962 e il 1975 dalla Cape Canaveral Air Force Station usando razzi vettore Delta. I primi sette satelliti furono costruiti dalla Ball Aerospace, mentre l'OAO 8 fu costruito dalla Hughes Space and Communication Company. La struttura di base dei satelliti di questa serie era caratterizzata da una sezione rotante detta Wheel (Ruota) che provvedeva alla stabilità del satellite mediante giroscopi. C'era poi una seconda sezione detta Sail (Vela) che era guidata elettronicamente contro la rotazione della Ruota e programmata per puntare il Sole. La Vela portava sia gli strumenti per studiare il Sole che i pannelli fotovoltaici per fornire energia al satellite; nella Ruota potevano invece essere alloggiati strumenti per effettuare studi di astrofisica non connessi all'osservazione del Sole. I satelliti della serie OSO erano designati con lettere prima del lancio e ricevevano la designazione numerica solo dopo l'entrata in orbita attorno alla Terra. Così L'OSO-1 fu originariamente chiamato OSO-A e così via fino all'OSO-I, che divenne OSO-8. L'OSO-J (che sarebbe diventato OSO-9) venne progettato ma non lanciato.

## OSO-1
Fu lanciato il 7 marzo 1962 con un razzo Thor-Delta e pesava 207 kg. Lo scopo primario della missione consisteva nell'osservare le fluttuazioni solari nello spettro dell'ultravioletto, dei raggi X e raggi gamma durante il ciclo undecennale delle macchie solari. Il satellite rimase in funzione per 19 anni.

## OSO-2
Fu lanciato il 3 febbraio 1965 con un razzo Delta e pesava 547 kg. Aveva lo scopo di effettuare esperimenti di fisica solare al di sopra dell'atmosfera durante un ciclo solare completo e di tracciare una mappa dell'intera sfera celeste riguardo alla direzione e all'intensità dei raggi ultravioletti, raggi X e raggi gamma. Il satellite funzionò normalmente fino al novembre 1965, quando cominciò a manifestare dei problemi e cessò di funzionare qualche mese dopo.

## OSO-3
Fu lanciato l'8 marzo 1967 e pesava 600 kg. Restò in funzione per due anni e otto mesi. Effettuò osservazioni dei brillamenti solari e fu il primo satellite ad effettuare la prima osservazione di una sorgente extrasolare di raggi X, che era stata scoperta nel 1962 in una stella binaria situata nella costellazione dello Scorpione e denominata Scorpius X-1. Inoltre effettuò la prima identificazione di una sorgente cosmica di raggi gamma situata nella Via Lattea.

## OSO-4
Fu lanciato il 18 ottobre 1967 e pesava 605 kg. Restò in funzione per 4 anni ed effettuò vari esperimenti, tra cui la misurazione dell'intensità della radiazione solare lungo varie direzioni. Nel marzo 1970 effettuò osservazioni durante un'eclisse solare.

## OSO-5
Fu lanciato il 22 gennaio 1969 e pesava 645 kg. Restò in funzione per 6 anni ed effettuò vari esperimenti, tra cui lo studio dei raggi X di origine solare.

## OSO-6
Fu lanciato il 9 agosto 1969 e pesava 647 kg. Restò in funzione 3 anni. Aveva lo scopo di studiare brillamenti ed esplosioni solari e ricercare emissioni di raggi X in coincidenza con lampi gamma.

## OSO-7
Fu lanciato il 29 settembre 1971 e pesava 1.400 kg. Restò in funzione 3 anni. Era più grande dei satelliti della serie lanciati in precedenza e portava una strumentazione più avanzata. Effettuò osservazioni di emissioni di raggi gamma durante brillamenti solari e osservazioni di spettri a raggi X delle galassie Centaurus A e NGC 4151.

## OSO-8
Fu lanciato il 21 giugno 1975 e pesava 4.280 kg. Restò in funzione 3 anni. Fu il più grande dei satelliti della serie OSO. Aveva il compito di effettuare studi sul Sole e sui raggi X di origine cosmica. Studiò le radiazioni emesse da parecchie stelle binarie e scoprì la linea del ferro negli spettri in raggi X di gruppi e ammassi di galassie.